# Kanton Fayence
Kanton Fayence is een voormalig kanton van het Franse departement Var. Kanton Fayence maakte deel uit van het arrondissement Draguignan en telde 18.127 inwoners (1999). Het werd opgeheven bij decreet van 27 februari 2014, met uitwerking op 22 maart 2015. Alle gemeenten werden opgenomen in het nieuwe kanton Roquebrune-sur-Argens

## Gemeenten
Het kanton Fayence omvatte de volgende gemeenten:
- Callian
- Fayence (hoofdplaats)
- Mons
- Montauroux
- Saint-Paul-en-Forêt
- Seillans
- Tanneron
- Tourrettes